# Kevermes
Kevermes este un sat în districtul Mezőkovácsháza, județul Békés, Ungaria, având o populație de 2.139 de locuitori (2011). 

## Demografie
Componența etnică a satului Kevermes
     Maghiari (88,29%)
     Romi (10,09%)
     Români (1,32%)
     Germani (0,3%)
Componența confesională a satului Kevermes
     Romano-catolici (49,04%)
     Fără religie (17,02%)
     Reformați (2,52%)
     Necunoscută (29,78%)
     Alte religii (5,47%)
Conform recensământului din 2011, satul Kevermes avea 2.139 de locuitori. Din punct de vedere etnic, majoritatea locuitorilor (88,29%) erau maghiari, existând și minorități de romi (10,09%) și români (1,32%). Nu există o religie majoritară, locuitorii fiind romano-catolici (49,04%), persoane fără religie (17,02%) și reformați (2,52%). Pentru 29,78% din locuitori nu este cunoscută apartenența confesională.